# Stegelitz (Tangerhütte)
Stegelitz gehört zur Ortschaft Lüderitz und ist ein Ortsteil der Stadt Tangerhütte im Landkreis Stendal in Sachsen-Anhalt.

## Geographie
Stegelitz, ein Straßendorf mit Kirche, liegt drei Kilometer nördlich von Tangerhütte und wird im Westen und Süden vom Fluss Tanger umschlossen.
Nachbarorte sind Schernebeck im Südwesten, Groß Schwarzlosen im Norden, Klein Schwarzlosen im Nordosten und Schönwalde (Altmark) im Südosten.

## Geschichte

### Mittelalter bis Neuzeit
Die erste Erwähnung des Dorfes erfolgte im Landbuch der Mark Brandenburg von 1375 als Stegelitz. Am 22. Mai 1857 wütete im Dorf ein großes Feuer, das bis auf wenige Häuser das Dorf und die Kirche zerstörte. Die Magdeburger-Land-Feuer-Societät leistete eine Zahlung von 15.170 Reichstalern zur Schadensbehebung.
Bei der Bodenreform wurden 1945 ermittelt: 31 Besitzungen unter 100 Hektar hatten zusammen 446 Hektar, eine Kirchenbesitzung 13 Hektar und eine Gemeindebesitzung hat 2 Hektar Land. Im Jahre 1958 entstand die erste Landwirtschaftliche Produktionsgenossenschaft, die LPG Typ I „Friedenswacht“.

### Frühere Erwähnung
Der Historiker Peter P. Rohrlach weist darauf hin, dass die von Hermes und Weigelt und anderen angegebene Ersterwähnung im Jahre 1197 nicht zu belegen ist.

### Herkunft des Ortsnamens
Heinrich Sültmann meint der Name 1375 stegelitz und 1540 stegliz ist vom slawischen „stek“ für „Zusammenfluß“ abzuleiten.

### Eingemeindungen
Ursprünglich gehörte das Dorf Stegelitz zum Tangermündeschen Kreis der Mark Brandenburg in der Altmark. Von 1807 bis 1813 lag es im Kanton Lüderitz auf dem Territorium des napoleonischen Königreichs Westphalen. Nach weiteren Änderungen gelangte die Gemeinde zum Kreis Stendal, dem späteren Landkreis Stendal.
Am 25. Juli 1952 kam Stegelitz zum Kreis Tangerhütte. Am 1. April 1974 oder erst im Jahre 1976 wurde die Gemeinde Stegelitz in die Gemeinde Lüderitz eingemeindet.
In einem Gebietsänderungsvertrag zwischen der Gemeinde Lüderitz und den anderen Mitgliedsgemeinden der Verwaltungsgemeinschaft Tangerhütte-Land mit der Stadt Tangerhütte wurde deren Eingemeindung nach Tangerhütte geregelt. Die Eingemeindung trat am 31. Mai 2010 in Kraft. Damit kam Stegelitz als Ortsteil zur Einheitsgemeinde Stadt Tangerhütte und zur neu entstandenen Ortschaft Lüderitz.

### Einwohnerentwicklung
| Jahr | Einwohner |
| ---- | --------- |
| 1734 | 105       |
| 1772 | 048       |
| 1790 | 120       |
| 1798 | 119       |
| 1801 | 117       |
| 1818 | 136       |
| 1840 | 165       |

| Jahr | Einwohner |
| ---- | --------- |
| 1864 | 180       |
| 1871 | 197       |
| 1885 | 198       |
| 1892 | [00]180   |
| 1895 | 167       |
| 1900 | [00]155   |
| 1905 | 153       |

| Jahr | Einwohner |
| ---- | --------- |
| 1910 | [00]166   |
| 1925 | 160       |
| 1939 | 131       |
| 1946 | 264       |
| 1964 | 141       |
| 1971 | 125       |
| 2013 | [00]093   |

| Jahr | Einwohner |
| ---- | --------- |
| 2014 | [00]102   |
| 2018 | [00]104   |
| 2019 | [00]106   |
| 2020 | [00]099   |
| 2021 | [00]095   |
| 2022 | [0]097    |
| 2023 | [0]090    |

Quelle, wenn nicht angegeben, bis 1971:

## Religion
- Die evangelische Kirchengemeinde Stegelitz, die früher zur Pfarrei Groß Schwarzlosen bei Lüderitz gehörte,[18] wird heute betreut vom Pfarrbereich Tangerhütte im Kirchenkreis Stendal im Bischofssprengel Magdeburg der Evangelischen Kirche in Mitteldeutschland.[19] Die ältesten überlieferten Kirchenbücher für Stegelitz stammen aus dem Jahre 1738. Frühere Einträge sind bei Groß Schwarzlosen zu finden.[20]
- Die katholischen Christen gehören zur Pfarrei St. Anna in Stendal im Dekanat Stendal im Bistum Magdeburg.[21]

## Kultur und Sehenswürdigkeiten
- Die evangelische Dorfkirche Stegelitz, ursprünglich ein flach gedeckter rechteckiger Feldsteinbau aus dem späten 13. Jahrhundert, wurde im 18. Jahrhundert um einen barocken Fachwerkturm erweitert. Nach dem Dorfbrand 1857 wurde die Kirche neu aufgebaut mit Buntglasfenstern versehen.[6]
- Die Kirche steht auf dem Ortsfriedhof.
- Ein Bauernhof, eine Scheune, ein Wohnhaus und ein Distanzstein stehen unter Denkmalschutz.
- An der Kirche steht ein Denkmal für die Gefallenen des Ersten und Zweiten Weltkrieges, ein Findling auf einem Feldsteinsockel, gekrönt von einem Adler mit einer angebrachten Gedenktafel ohne Namen.[22]